# Skytturnar
Skytturnar é um filme de drama islandês de 1987 dirigido e escrito por Friðrik Þór Friðriksson. 
Foi selecionado como representante da Islândia à edição do Oscar 1988, organizada pela Academia de Artes e Ciências Cinematográficas.

## Elenco
- Eggert Guðmundsson
- Þórarinn Óskar Þórarinsson
- Harald G. Harladsson
- Karl Guðmundsson
- Auður Jónsdóttir
- Eggert Þorleifsson
- Helgi Björnsson
- Guðbjörg Thoroddsen
- Björn Karlsson
- Hrönn Steingrímsdóttir
- Þorsteinn Hannesson
- Baldvin Halldórsson
- Valdimar Flygenring
- Briet Héðinsdóttir